# Ligue majeure de baseball 2022
Navigation
2021 2023
La saison 2022 de la Ligue majeure de baseball est la 147e saison de l'histoire de la Ligue majeure de baseball (MLB) et la 122e depuis qu'elle est constituée de ses deux composantes, la Ligue américaine et la Ligue nationale.

## Blocage et négociations
Début décembre 2021, les propriétaires de franchises MLB votent unanimement pour le blocage de la ligue à l'issue de la convention collective signée en 2016 entre la ligue et les syndicats de joueurs. Les premières rencontres entre les propriétaires et les syndicats de joueurs sont infructueuses et la date limite au 1er mars fixée par Rob Manfred, le commissaire de la Ligue majeure, est dépassée.
Le 10 mars 2022, après 99 jours de négociations, avec la volonté commune d'éviter une situation identique à la grève des Ligues majeures de baseball en 1994 et pressées par la date de début de saison qui se profile, les deux parties signent une nouvelle convention collective pour les cinq saisons à venir, entraînant le retour des joueurs aux camps d'entraînement dès le lendemain et le début de la saison au 7 avril avec une saison complète de 162 matchs,,.
En juillet, la Ligue majeure met fin à une plainte collective de milliers d'anciens et actuels joueurs de ligues mineures par rapport aux faibles rémunérations des joueurs, en signant un accord de 185 millions de dollars en leur faveur.

## Temps forts de la saison
À la mi-saison, les Yankees de New York semblent dominants dans la ligue américaine, avec le meilleur bilan de la Ligue majeure et une confortable avance de treize victoires dans la division Est. Dix joueurs new-yorkais, quatre des Mets et six des Yankees, sont sélectionnés pour le match des étoiles.
Après avoir refusé un contrat record d'une valeur de 440 millions de dollars, Juan Soto est transféré en compagnie de Josh Bell aux Padres de San Diego. Dans la deuxième partie de la saison, l'un des temps forts est la course d'Aaron Judge pour battre le record de coup de circuit de la Ligue, terminant avec 62 home runs, le record de la ligue américaine.

## Classements
Légende :
- Qualification pour les séries éliminatoires

| AL Est                   | V  | D  | Moy.  | MR | Dom.  | Ext.  |
| ------------------------ | -- | -- | ----- | -- | ----- | ----- |
| (2) Yankees de New York  | 99 | 63 | 0.611 | —  | 57–24 | 42–39 |
| (4) Blue Jays de Toronto | 92 | 60 | 0.605 | 2  | 47–34 | 45–26 |
| (6) Rays de Tampa Bay    | 86 | 76 | 0.531 | 13 | 51–30 | 35–46 |
| Orioles de Baltimore     | 83 | 79 | 0.512 | 16 | 45–36 | 38–43 |
| Red Sox de Boston        | 78 | 84 | 0.481 | 21 | 43–38 | 35–46 |

| AL Centrale                | V  | D  | Moy.  | MR | Dom.  | Ext.  |
| -------------------------- | -- | -- | ----- | -- | ----- | ----- |
| (3) Guardians de Cleveland | 92 | 70 | 0.568 | —  | 46–35 | 46–35 |
| White Sox de Chicago       | 81 | 81 | 0.500 | 11 | 37–44 | 44–37 |
| Twins du Minnesota         | 78 | 84 | 0.481 | 14 | 46–35 | 32–49 |
| Tigers de Détroit          | 66 | 96 | 0.407 | 26 | 36–46 | 30–50 |
| Royals de Kansas City      | 65 | 97 | 0.401 | 27 | 39–42 | 26–55 |

| AL Ouest                | V   | D   | Moy.  | MR | Dom.  | Ext.  |
| ----------------------- | --- | --- | ----- | -- | ----- | ----- |
| (1) Astros de Houston   | 106 | 56  | 0.654 | —  | 55–26 | 51–30 |
| (5) Mariners de Seattle | 90  | 72  | 0.556 | 16 | 46–35 | 44–37 |
| Angels de Los Angeles   | 73  | 89  | 0.451 | 33 | 40–41 | 33–48 |
| Rangers du Texas        | 68  | 94  | 0.420 | 38 | 34–47 | 34–47 |
| Athletics d'Oakland     | 60  | 102 | 0.370 | 46 | 29–51 | 31–51 |

| NL Est                       | V   | D   | Moy.  | MR | Dom.  | Ext.  |
| ---------------------------- | --- | --- | ----- | -- | ----- | ----- |
| (2) Braves d'Atlanta         | 101 | 61  | 0.623 | —  | 55–26 | 46–35 |
| (4) Mets de New York         | 101 | 61  | 0.623 | —  | 54–27 | 47–34 |
| (6) Phillies de Philadelphie | 87  | 75  | 0.537 | 14 | 47–34 | 40–41 |
| Marlins de Miami             | 69  | 93  | 0.426 | 32 | 34–47 | 35–46 |
| Nationals de Washington      | 55  | 107 | 0.340 | 46 | 26–55 | 29–52 |

| NL Centrale                  | V  | D   | Moy.  | MR | Dom.  | Ext.  |
| ---------------------------- | -- | --- | ----- | -- | ----- | ----- |
| (3) Cardinals de Saint-Louis | 93 | 69  | 0.574 | —  | 53–28 | 40–41 |
| Brewers de Milwaukee         | 86 | 76  | 0.531 | 7  | 46–35 | 40–41 |
| Cubs de Chicago              | 74 | 88  | 0.457 | 19 | 37–44 | 37–44 |
| Pirates de Pittsburgh        | 62 | 100 | 0.383 | 31 | 34–47 | 28–53 |
| Reds de Cincinnati           | 62 | 100 | 0.383 | 31 | 33–48 | 29–52 |

| NL Ouest                   | V   | D  | Moy.  | MR | Dom.  | Ext.  |
| -------------------------- | --- | -- | ----- | -- | ----- | ----- |
| (1) Dodgers de Los Angeles | 111 | 51 | 0.685 | —  | 57–24 | 54–27 |
| (5) Padres de San Diego    | 89  | 73 | 0.549 | 22 | 44–37 | 45–36 |
| Giants de San Francisco    | 81  | 81 | 0.500 | 30 | 44–37 | 37–44 |
| Diamondbacks de l'Arizona  | 74  | 88 | 0.457 | 37 | 40–41 | 34–47 |
| Rockies du Colorado        | 68  | 94 | 0.420 | 43 | 41–40 | 27–54 |

## Séries éliminatoires
Cette année les séries éliminatoires ont été modifié :
- Douze équipes se qualifieront pour les séries éliminatoires, avec des gagnants de division classés un à trois et un wild card classé quatre à six dans leurs ligues respectives.
- Les deux premières têtes de série de chaque ligue seront exempts de wild card.
- L'équipe vainqueur de division la moins bien classée et trois équipes de wild card (chacune classée selon le record de la saison régulière) joueront un tour Wild Card au meilleur des trois, la tête de série la plus élevée accueillant les trois matchs. La troisième tête de série jouera la sixième tête de série et la quatrième tête de série jouera la cinquième tête de série.
- La première tête de série affrontera le vainqueur de la quatrième tête de série contre la cinquième tête de série, et la deuxième tête de série affrontera le vainqueur de la troisième tête de série contre la sixième tête de série dans le tour de division.

### Tableau
|  | Séries de Wild Card | Séries de Wild Card      | Séries de Wild Card | Séries de Wild Card      |     |                     | Séries de divisions | Séries de divisions | Séries de divisions | Séries de divisions |  |  | Série de championnat | Série de championnat | Série de championnat | Série de championnat |  |  | Série mondiale | Série mondiale | Série mondiale | Série mondiale |
|  |                     |                          |                     |                          |     |                     |                     |                     |                     |                     |  |  |                      |                      |                      |                      |  |  |                |                |                |                |
|  |                     |                          |                     |                          |     |                     |                     |                     |                     |                     |  |  |                      |                      |                      |                      |  |  |                |                |                |                |
|  |                     |                          |                     |                          |     |                     |                     |                     |                     |                     |  |  |                      |                      |                      |                      |  |  |                |                |                |                |
|  |                     |                          |                     |                          |     |                     |                     |                     |                     |                     |  |  |                      |                      |                      |                      |  |  |                |                |                |                |
|  |                     |                          |                     |                          |     |                     |                     |                     |                     |                     |  |  |                      |                      |                      |                      |  |  |                |                |                |                |
|  | 1                   | Astros de Houston        | 3                   | 3                        |     |                     |                     |                     |                     |                     |  |  |                      |                      |                      |                      |  |  |                |                |                |                |
|  | 1                   | Astros de Houston        | 3                   | 3                        |     |                     |                     |                     |                     |                     |  |  |                      |                      |                      |                      |  |  |                |                |                |                |
|  |                     |                          | 5                   | Mariners de Seattle      | 0   | 0                   |                     |                     |                     |                     |  |  |                      |                      |                      |                      |  |  |                |                |                |                |
|  | 4                   | Blue Jays de Toronto     | 5                   | Mariners de Seattle      | 0   | 0                   | 0                   | 0                   |                     |                     |  |  |                      |                      |                      |                      |  |  |                |                |                |                |
|  | 4                   | Blue Jays de Toronto     |                     |                          |     |                     |                     | 0                   |                     |                     |  |  |                      |                      |                      |                      |  |  |                |                |                |                |
|  | 5                   | Mariners de Seattle      | 2                   | 2                        |     |                     |                     |                     |                     |                     |  |  |                      |                      |                      |                      |  |  |                |                |                |                |
|  | 5                   | Mariners de Seattle      | 2                   | 2                        | 1   | Astros de Houston   | 4                   | 4                   |                     |                     |  |  |                      |                      |                      |                      |  |  |                |                |                |                |
|  |                     |                          |                     |                          | 1   | Astros de Houston   | 4                   | 4                   |                     |                     |  |  |                      |                      |                      |                      |  |  |                |                |                |                |
|  |                     |                          | 2                   | Yankees de New York      | 0   | 0                   |                     |                     |                     |                     |  |  |                      |                      |                      |                      |  |  |                |                |                |                |
|  |                     |                          |                     |                          | 0   | 0                   |                     |                     |                     |                     |  |  |                      |                      |                      |                      |  |  |                |                |                |                |
|  |                     |                          |                     |                          |     |                     |                     |                     |                     |                     |  |  |                      |                      |                      |                      |  |  |                |                |                |                |
|  |                     |                          |                     |                          |     |                     |                     |                     |                     |                     |  |  |                      |                      |                      |                      |  |  |                |                |                |                |
|  | 2                   | Yankees de New York      | 3                   | 3                        |     |                     |                     |                     |                     |                     |  |  |                      |                      |                      |                      |  |  |                |                |                |                |
|  | 2                   | Yankees de New York      | 3                   | 3                        |     |                     |                     |                     |                     |                     |  |  |                      |                      |                      |                      |  |  |                |                |                |                |
|  |                     |                          | 3                   | Indians de Cleveland     | 2   | 2                   |                     |                     |                     |                     |  |  |                      |                      |                      |                      |  |  |                |                |                |                |
|  | 3                   | Indians de Cleveland     | 3                   | Indians de Cleveland     | 2   | 2                   | 2                   | 2                   |                     |                     |  |  |                      |                      |                      |                      |  |  |                |                |                |                |
|  | 3                   | Indians de Cleveland     |                     |                          |     |                     |                     | 2                   |                     |                     |  |  |                      |                      |                      |                      |  |  |                |                |                |                |
|  | 6                   | Rays de Tampa Bay        | 0                   | 0                        |     |                     |                     |                     |                     |                     |  |  |                      |                      |                      |                      |  |  |                |                |                |                |
|  | 6                   | Rays de Tampa Bay        | 0                   | 0                        | AL1 | Astros de Houston   | 4                   | 4                   |                     |                     |  |  |                      |                      |                      |                      |  |  |                |                |                |                |
|  |                     |                          |                     |                          | AL1 | Astros de Houston   | 4                   | 4                   |                     |                     |  |  |                      |                      |                      |                      |  |  |                |                |                |                |
|  |                     |                          | NL6                 | Phillies de Philadelphie | 2   | 2                   |                     |                     |                     |                     |  |  |                      |                      |                      |                      |  |  |                |                |                |                |
|  |                     |                          |                     |                          | 2   | 2                   |                     |                     |                     |                     |  |  |                      |                      |                      |                      |  |  |                |                |                |                |
|  |                     |                          |                     |                          |     |                     |                     |                     |                     |                     |  |  |                      |                      |                      |                      |  |  |                |                |                |                |
|  |                     |                          |                     |                          |     |                     |                     |                     |                     |                     |  |  |                      |                      |                      |                      |  |  |                |                |                |                |
|  | 1                   | Dodgers de Los Angeles   | 1                   | 1                        |     |                     |                     |                     |                     |                     |  |  |                      |                      |                      |                      |  |  |                |                |                |                |
|  | 1                   | Dodgers de Los Angeles   | 1                   | 1                        |     |                     |                     |                     |                     |                     |  |  |                      |                      |                      |                      |  |  |                |                |                |                |
|  |                     |                          | 5                   | Padres de San Diego      | 3   | 3                   |                     |                     |                     |                     |  |  |                      |                      |                      |                      |  |  |                |                |                |                |
|  | 4                   | Mets de New York         | 5                   | Padres de San Diego      | 3   | 3                   | 1                   | 1                   |                     |                     |  |  |                      |                      |                      |                      |  |  |                |                |                |                |
|  | 4                   | Mets de New York         |                     |                          |     |                     |                     | 1                   |                     |                     |  |  |                      |                      |                      |                      |  |  |                |                |                |                |
|  | 5                   | Padres de San Diego      | 2                   | 2                        |     |                     |                     |                     |                     |                     |  |  |                      |                      |                      |                      |  |  |                |                |                |                |
|  | 5                   | Padres de San Diego      | 2                   | 2                        | 5   | Padres de San Diego | 1                   | 1                   |                     |                     |  |  |                      |                      |                      |                      |  |  |                |                |                |                |
|  |                     |                          |                     |                          | 5   | Padres de San Diego | 1                   | 1                   |                     |                     |  |  |                      |                      |                      |                      |  |  |                |                |                |                |
|  |                     |                          | 6                   | Phillies de Philadelphie | 4   | 4                   |                     |                     |                     |                     |  |  |                      |                      |                      |                      |  |  |                |                |                |                |
|  |                     |                          |                     |                          | 4   | 4                   |                     |                     |                     |                     |  |  |                      |                      |                      |                      |  |  |                |                |                |                |
|  |                     |                          |                     |                          |     |                     |                     |                     |                     |                     |  |  |                      |                      |                      |                      |  |  |                |                |                |                |
|  |                     |                          |                     |                          |     |                     |                     |                     |                     |                     |  |  |                      |                      |                      |                      |  |  |                |                |                |                |
|  | 2                   | Braves d'Atlanta         | 1                   | 1                        |     |                     |                     |                     |                     |                     |  |  |                      |                      |                      |                      |  |  |                |                |                |                |
|  | 2                   | Braves d'Atlanta         | 1                   | 1                        |     |                     |                     |                     |                     |                     |  |  |                      |                      |                      |                      |  |  |                |                |                |                |
|  |                     |                          | 6                   | Phillies de Philadelphie | 3   | 3                   |                     |                     |                     |                     |  |  |                      |                      |                      |                      |  |  |                |                |                |                |
|  | 3                   | Cardinals de Saint-Louis | 6                   | Phillies de Philadelphie | 3   | 3                   | 0                   | 0                   |                     |                     |  |  |                      |                      |                      |                      |  |  |                |                |                |                |
|  | 3                   | Cardinals de Saint-Louis |                     |                          |     |                     |                     | 0                   |                     |                     |  |  |                      |                      |                      |                      |  |  |                |                |                |                |
|  | 6                   | Phillies de Philadelphie | 2                   | 2                        |     |                     |                     |                     |                     |                     |  |  |                      |                      |                      |                      |  |  |                |                |                |                |
|  | 6                   | Phillies de Philadelphie | 2                   | 2                        |     |                     |                     |                     |                     |                     |  |  |                      |                      |                      |                      |  |  |                |                |                |                |
|  |                     |                          |                     |                          |     |                     |                     |                     |                     |                     |  |  |                      |                      |                      |                      |  |  |                |                |                |                |